# ديفيد أوبراين
ديفيد أوبراين (بالإنجليزية: David O'Brien)‏ (24 يناير 1984 بإستيرلينغ في المملكة المتحدة - ) هو لاعب كرة قدم بريطاني في مركز الوسط. لعب مع نادي دندي ونادي ستيرلينغ ألبيون ونادي آير يونايتد ونادي غرينوك مورتون.

## وصلات خارجية
- ديفيد أوبراين على موقع قاعدة بيانات كرة القدم.إي يو (الإنجليزية)
- ديفيد أوبراين على موقع Soccerbase.com (لاعب) (الإنجليزية)